# Stan Coveleski
Stanley Anthony Coveleski (Shamokin, Pensilvania, 13 de julio de 1889-South Bend, Indiana, 20 de marzo de 1984), más conocido como Stan Coveleski, fue un jugador profesional estadounidense de béisbol que se desempeñó en la posición de lanzador en las Grandes Ligas de Béisbol (MLB). Es miembro del Salón de la Fama del Béisbol.

## Carrera
Coveleski jugó como profesional una temporada en Philadelphia Athletics (1912), después se unió a Cleveland Guardians (1916-1924), luego a Washington Senators (1925-1927), posteriormente a New York Yankees, donde jugó una temporada (1928), y fue el equipo en el que se retiró.

## Reconocimiento
En 1969, ingresó como miembro al Salón de la Fama del Béisbol.